# Serpulomyces
Serpulomyces es un género de fungi de la familia de la Amylocorticiaceae. El género es monotípico, con una única especie, Serpulomyces borealis, hallada en Europa. Serpulomyces fue descrita por Ivan Zmitrovich en 2002.